# Municipio de Quemahoning
El municipio de Quemahoning (en inglés: Quemahoning Township) es un municipio ubicado en el condado de Somerset en el estado estadounidense de Pensilvania. En el año 2000 tenía una población de 2.180 habitantes y una densidad poblacional de 23 personas por km².

## Geografía
El municipio de Quemahoning se encuentra ubicado en las coordenadas 40°06′00″N 79°00′29″O / 40.10000, -79.00806.

## Demografía
Según la Oficina del Censo en 2000 los ingresos medios por hogar en la localidad eran de $32,134 y los ingresos medios por familia eran $37,500. Los hombres tenían unos ingresos medios de $27,000 frente a los $20,096 para las mujeres. La renta per cápita para la localidad era de $14,002. Alrededor del 12,5% de la población estaban por debajo del umbral de pobreza.